# La Ville sans rue
La Ville sans rue (道のない街, Michi no Nai Machi) est un recueil de shōjo mangas de Junji Itō, prépubliés dans les magazines Monthly Halloween et Histoires à dormir debout entre 1990 et 1993 puis publié par Asahi Sonorama en un volume relié sorti en août 1998. La version française a été éditée par Tonkam dans la collection « Frissons » en un tome sorti en mars 2011.
Ce recueil fait partie de la « Itoh Junji Kyofu Manga Collection (伊藤潤二恐怖マンガＣｏｌｌｅｃｔｉｏｎ) », publié sous le no 11 au Japon et en France.

## Sommaire
La Ville sans rue (道のない街, Michi no Nai Machi)
On a frôlé la catastrophe ! (異常接近！, Ijou Sekkin!)
La Ville aux plans (地図の町, Chizu no Machi)
Le Village aux sirènes (サイレンの村, Siren no Mura)
Le Nouvel élève aux dons surnaturels (超自然転校生, Chōsizen Tenkōsei)

## Publication
| no | Japonais       | Japonais       | Français       | Français          |
| no | Date de sortie | ISBN           | Date de sortie | ISBN              |
| -- | -------------- | -------------- | -------------- | ----------------- |
| 1  | 1er août 1998  | 978-4257903239 | 16 mars 2011   | 978-2-7595-0097-0 |

### Première parution
1. ↑  Histoires à dormir debout, vol. 6, 1992.
2. ↑  Histoires à dormir debout, vol. 15, 1993.
3. ↑  Monthly Halloween, septembre 1993.
4. ↑  Histoires à dormir debout, vol. 1, 1990.
5. ↑  Monthly Halloween, juillet 1993.

### Édition japonaise
Asahi Sonorama
1. 1 2  (ja) « Tome 1 », sur amazon.co.jp.

### Édition française
Tonkam
1. 1 2  (fr) « Tome 1 »(Archive.org • Wikiwix • Archive.is • Google • Que faire ?).